# Eurhopalothrix coronata
Eurhopalothrix coronata é uma espécie de formiga do gênero Eurhopalothrix, pertencente à subfamília Myrmicinae.